# Kanton Montpellier-6
Kanton Montpellier-6 is een voormalig kanton van het Franse departement Hérault. Het kanton maakte deel uit van het arrondissement Montpellier. Het werd opgeheven bij decreet van 26 februari 2014 met uitwerking op 22 maart 2015.

## Gemeenten
Het kanton Montpellier-6 omvatte een deel van de  gemeente Montpellier, meer bepaald de volgende wijken:
- Croix-d'Argent
- Lemasson
- Tastavin
- Saint-Cléophas
- Mas Drevon
- Garosud
- Mas de Bagnères
- La Marquerose
- Les Sabines
- Les Grisettes